# مراجعة نقطة التركيز
مراجعة نقطة التركيز هي عملية في مجال الموارد البشرية لتقييم الموظفين.